# Fanny Amelia Bayfield
Fanny Amelia Bayfield, née vers 1814 à Kensington et morte le 11 septembre 1891 à Charlottetown, est une artiste peintre et une éducatrice canadienne d'origine anglaise.

## Biographie
Originaire de Londres, Fanny Amelia Wright et la fille de Charles Wright, capitaine dans les Royal Engineers. Elle aurait étudié l'art en Angleterre avec un instructeur qui a également enseigné à la reine Victoria.
En 1833, son père est affecté au Québec et la famille déménage pour la province du Bas-Canada. En 1838, elle se marie avec le capitaine Henry Wolsey Bayfield, un arpenteur-géomètre du fleuve et du golfe du Saint-Laurent, et amiral britannique. Le couple devient les parents de deux filles et de quatre fils.

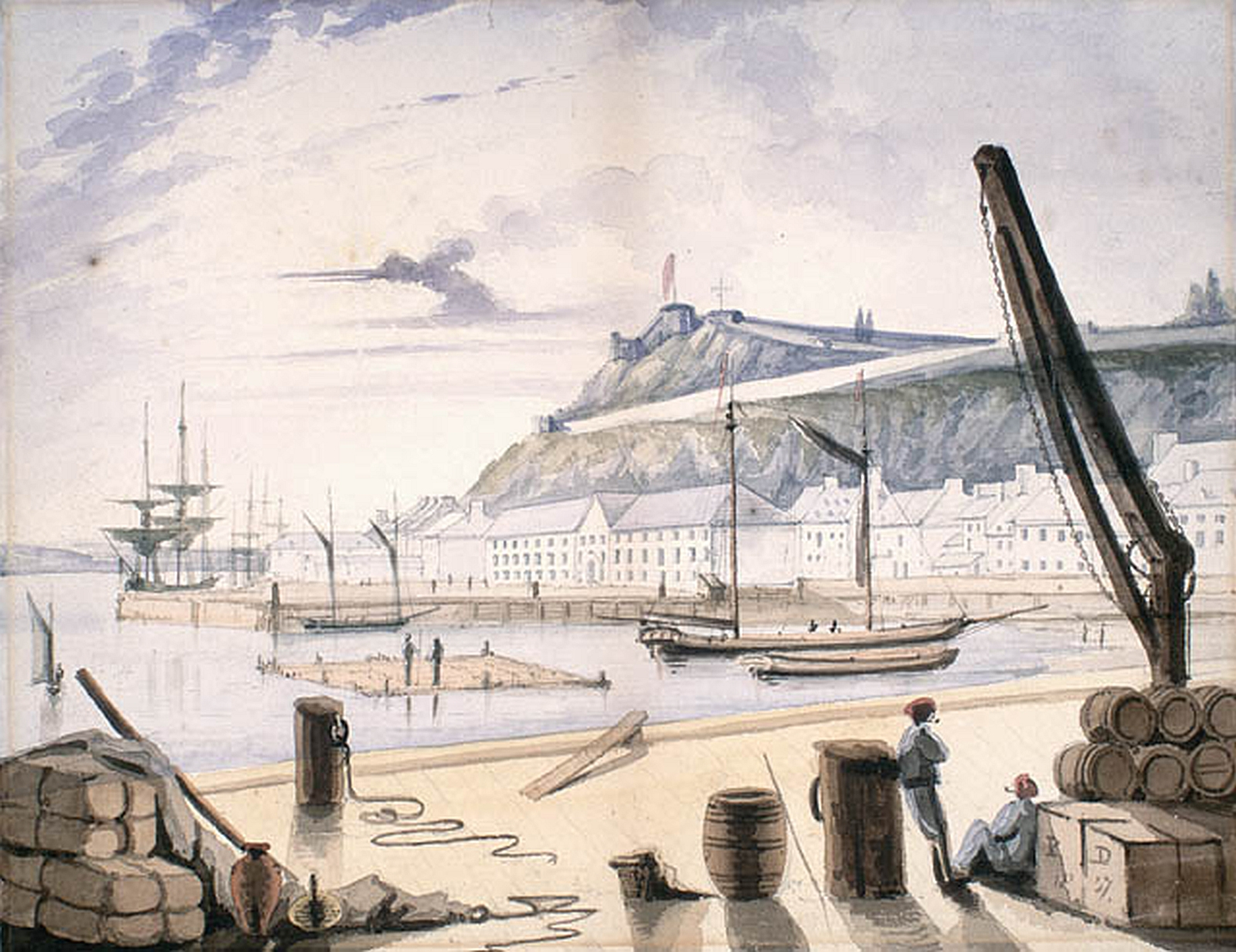
L'anse du Cul-de-Sac
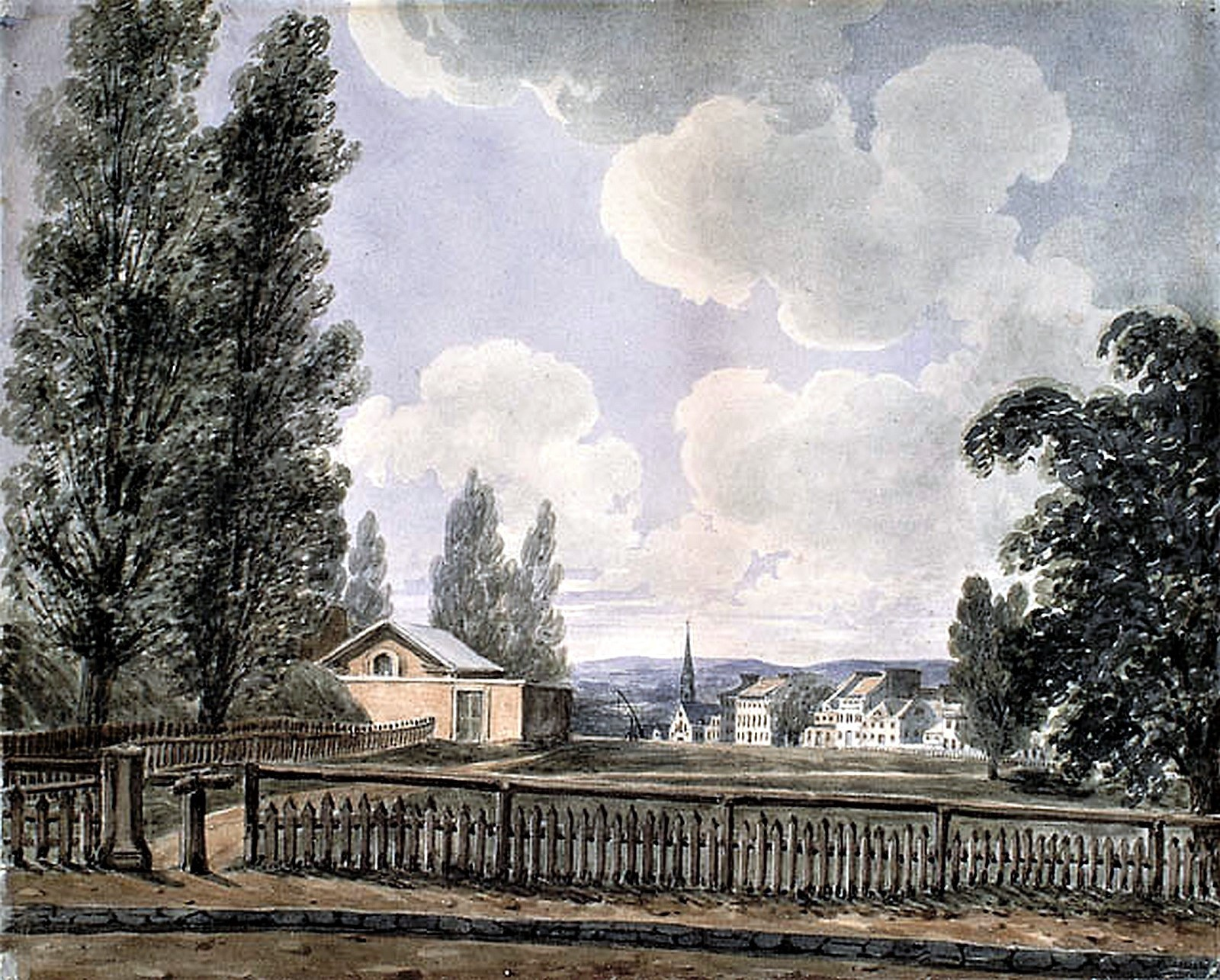
L'Esplanade

En 1841, elle s’installe avec sa famille à Charlottetown, où elle enseigne la peinture et peut-être la musique aux femmes de la région. Elle peint également des aquarelles s'inspirant des paysages du Québec, dont certaines ressemblent à celles d'artistes militaires britanniques contemporains. Au fil des ans, elle acquiert une connaissance des fleurs sauvages et les représente de façon réaliste.
Fanny Amelia Wright décède à Charlottetown à l'âge de 77 ans, le 11 septembre 1891.

## Héritage
Un album à reliure en cuir, nommé Canadian wild flowers, a été présenté aux Archives nationales du Canada par l'une des petites-filles de l'artiste. Parmi les soixante-dix peintures de l'ouvrage sont présentés des peintures de fleurs, de champignons ou de feuilles d'érable en automne. 
Les œuvres attribuées à Fanny Amélie Bayfield, bien que non signées, sont conservées dans les collections de la Glenbow Foundation à Calgary, et à la Confederation Centre Art Gallery à Charlottetown.